# Georges-Kévin N'Koudou
Georges-Kévin N'Koudou Mbida (AFI: [ʒɔʁʒ kevin kudu]; Versailles, 13 febbraio 1995) è un calciatore camerunese con cittadinanza francese, centrocampista o ala dell'Al-Diriyah e della nazionale camerunese.

## Caratteristiche tecniche
Gioca prevalentemente come ala sinistra ma può agire su entrambe le fasce. È dotato di buona velocità e buona tecnica ed è ambidestro.

## Carriera

### Club
Ha iniziato la sua carriera calcistica nelle giovanili del Nantes, per poi passare in prima squadra.
Il 18 giugno 2015 è passato all'Olympique Marsiglia per 1.5 milioni di euro.

### Nazionale
Ha giocato in varie selezioni giovanili francesi, ma successivamente ha scelto di rappresentare i colori della nazionale camerunese.

## Statistiche

### Presenze e reti nei club
Statistiche aggiornate al 4 agosto 2025.
| Stagione         | Squadra          | Campionato       | Campionato | Campionato | Coppe nazionali | Coppe nazionali | Coppe nazionali | Coppe continentali | Coppe continentali | Coppe continentali | Altre coppe | Altre coppe | Altre coppe | Totale | Totale |
| Stagione         | Squadra          | Comp             | Pres       | Reti       | Comp            | Pres            | Reti            | Comp               | Pres               | Reti               | Comp        | Pres        | Reti        | Pres   | Reti   |
| ---------------- | ---------------- | ---------------- | ---------- | ---------- | --------------- | --------------- | --------------- | ------------------ | ------------------ | ------------------ | ----------- | ----------- | ----------- | ------ | ------ |
| 2013-2014        | Nantes           | L1               | 6          | 0          | CdF+CdL         | 0+2             | 0+1             | -                  | -                  | -                  | -           | -           | -           | 8      | 1      |
| 2014-2015        | Nantes           | L1               | 28         | 2          | CdF+CdL         | 3+1             | 0               | -                  | -                  | -                  | -           | -           | -           | 32     | 2      |
| Totale Nantes    | Totale Nantes    | Totale Nantes    | 34         | 2          |                 | 6               | 1               |                    | -                  | -                  |             | -           | -           | 40     | 3      |
| 2015-2016        | O. Marsiglia     | L1               | 28         | 5          | CF+CdL          | 5+1             | 0+1             | UEL                | 7                  | 4                  | -           | -           | -           | 41     | 10     |
| 2016-2017        | Tottenham        | PL               | 8          | 0          | FACup+CdL       | 3+2             | 0               | UEL                | 1                  | 0                  | -           | -           | -           | 14     | 0      |
| 2017-gen. 2018   | Tottenham        | PL               | 1          | 0          | FACup+CdL       | 0+2             | 0               | UCL                | 1                  | 0                  | -           | -           | -           | 4      | 0      |
| gen.-giu. 2018   | Burnley          | PL               | 8          | 0          | FACup+CdL       | -               | -               | -                  | -                  | -                  | -           | -           | -           | 8      | 0      |
| 2018-gen. 2019   | Tottenham        | PL               | 1          | 0          | FACup+CdL       | 1+1             | 0               | UCL                | -                  | -                  | -           | -           | -           | 3      | 0      |
| gen.-giu. 2019   | Monaco           | L1               | 3          | 0          | CF+CdL          | -               | -               | -                  | -                  | -                  | -           | -           | -           | 3      | 0      |
| ago. 2019        | Tottenham        | PL               | 1          | 0          | -               | -               | -               | -                  | -                  | -                  | -           | -           | -           | 1      | 0      |
| Totale Tottenham | Totale Tottenham | Totale Tottenham | 11         | 0          |                 | 9               | 0               |                    | 2                  | 0                  |             | -           | -           | 22     | 0      |
| 2019-2020        | Beşiktaş         | SL               | 26         | 3          | TK              | 3               | 1               | UEL                | 2                  | 0                  | -           | -           | -           | 31     | 4      |
| 2020-2021        | Beşiktaş         | SL               | 32         | 8          | TK              | 4               | 0               | UCL+UEL            | 1+0                | 0+0                | -           | -           | -           | 37     | 8      |
| 2021-2022        | Beşiktaş         | SL               | 16         | 4          | TK              | 0               | 0               | UEL                | 1                  | 0                  | -           | -           | -           | 17     | 4      |
| 2022-2023        | Beşiktaş         | SL               | 20         | 4          | TK              | 2               | 1               | -                  | -                  | -                  | -           | -           | -           | 22     | 5      |
| Totale Besiktas  | Totale Besiktas  | Totale Besiktas  | 94         | 19         |                 | 9               | 2               |                    | 4                  | 0                  |             | -           | -           | 107    | 21     |
| 2023-2024        | Damac            | SPL              | 31         | 15         | KC              | 2               | 0               | -                  | -                  | -                  | -           | -           | -           | 33     | 15     |
| 2024-2025        | Damac            | SPL              | 29         | 13         | KC              | 1               | 0               | -                  | -                  | -                  | -           | -           | -           | 30     | 13     |
| 2025-2026        | Damac            | SPL              | 0          | 0          | KC              | 0               | 0               | -                  | -                  | -                  | -           | -           | -           | 0      | 0      |
| Totale Damac     | Totale Damac     | Totale Damac     | 60         | 28         |                 | 3               | 0               |                    | -                  | -                  |             | -           | -           | 63     | 28     |
| Totale carriera  | Totale carriera  | Totale carriera  | 238        | 54         |                 | 31              | 3               |                    | 13                 | 4                  |             | -           | -           | 284    | 62     |

### Cronologia presenze e reti in nazionale
| Cronologia completa delle presenze e delle reti in nazionale ― Camerun | Cronologia completa delle presenze e delle reti in nazionale ― Camerun | Cronologia completa delle presenze e delle reti in nazionale ― Camerun | Cronologia completa delle presenze e delle reti in nazionale ― Camerun | Cronologia completa delle presenze e delle reti in nazionale ― Camerun | Cronologia completa delle presenze e delle reti in nazionale ― Camerun | Cronologia completa delle presenze e delle reti in nazionale ― Camerun | Cronologia completa delle presenze e delle reti in nazionale ― Camerun |
| Data                                                                   | Città                                                                  | In casa                                                                | Risultato                                                              | Ospiti                                                                 | Competizione                                                           | Reti                                                                   | Note                                                                   |
| ---------------------------------------------------------------------- | ---------------------------------------------------------------------- | ---------------------------------------------------------------------- | ---------------------------------------------------------------------- | ---------------------------------------------------------------------- | ---------------------------------------------------------------------- | ---------------------------------------------------------------------- | ---------------------------------------------------------------------- |
| 23-9-2022                                                              | Goyang                                                                 | Camerun                                                                | 0 – 2                                                                  | Uzbekistan                                                             | Amichevole                                                             | -                                                                      | 74’                                                                    |
| 18-11-2022                                                             | Abu Dhabi                                                              | Camerun                                                                | 1 – 1                                                                  | Panama                                                                 | Amichevole                                                             | -                                                                      | 46’                                                                    |
| 24-11-2022                                                             | Al Wakrah                                                              | Svizzera                                                               | 1 – 0                                                                  | Camerun                                                                | Mondiali 2022 - 1º turno                                               | -                                                                      | 74’                                                                    |
| 28-11-2022                                                             | Al Wakrah                                                              | Camerun                                                                | 3 – 3                                                                  | Serbia                                                                 | Mondiali 2022 - 1º turno                                               | -                                                                      | 81’                                                                    |
| 17-11-2023                                                             | Douala                                                                 | Camerun                                                                | 3 – 0                                                                  | Mauritius                                                              | Qual. Mondiali 2026                                                    | 1                                                                      | 70’                                                                    |
| 21-11-2023                                                             | Bengasi                                                                | Libia                                                                  | 1 – 1                                                                  | Camerun                                                                | Qual. Mondiali 2026                                                    | -                                                                      |                                                                        |
| 15-1-2024                                                              | Yamoussoukro                                                           | Camerun                                                                | 1 – 1                                                                  | Guinea                                                                 | Coppa d'Africa 2023 - 1º turno                                         | -                                                                      |                                                                        |
| 19-1-2024                                                              | Yamoussoukro                                                           | Senegal                                                                | 3 – 1                                                                  | Camerun                                                                | Coppa d'Africa 2023 - 1º turno                                         | -                                                                      |                                                                        |
| 23-1-2024                                                              | Bouaké                                                                 | Gambia                                                                 | 2 – 3                                                                  | Camerun                                                                | Coppa d'Africa 2023 - 1º turno                                         | -                                                                      | 90+7’                                                                  |
| 27-1-2024                                                              | Abidjan                                                                | Nigeria                                                                | 2 – 0                                                                  | Camerun                                                                | Coppa d'Africa 2023 - Ottavi di finale                                 | -                                                                      | 73’                                                                    |
| 7-9-2024                                                               | Douala                                                                 | Camerun                                                                | 1 – 0                                                                  | Namibia                                                                | Qual. Coppa d'Africa 2025                                              | -                                                                      | 77’                                                                    |
| 13-11-2024                                                             | Johannesburg                                                           | Namibia                                                                | 0 – 0                                                                  | Camerun                                                                | Qual. Coppa d'Africa 2025                                              | -                                                                      | 59’                                                                    |
| 19-11-2024                                                             | Yaoundé                                                                | Camerun                                                                | 2 – 1                                                                  | Zimbabwe                                                               | Qual. Coppa d'Africa 2025                                              | 1                                                                      |                                                                        |
| Totale                                                                 |                                                                        | Presenze                                                               | 13                                                                     |                                                                        | Reti                                                                   | 2                                                                      |                                                                        |

## Palmarès

### Club

#### Competizioni nazionali
- Campionato turco: 1

Beşiktaş: 2020-2021
- Coppa di Turchia: 1

Beşiktaş: 2020-2021
- Supercoppa di Turchia: 1

Beşiktaş: 2021